# شوگی باین
شوگی باین (انگلیسی: Shuggie Bain) رمان نخست داگلاس استوارت نویسنده آمریکایی-اسکاتلندی است. این رمان در سال ۲۰۲۰ منتشر شده‌است. این رمان، داستان شوگی، کوچکترین کودک از سه کودک را روایت می‌کند که در دهه ۱۹۸۰ در کنار مادر الکلی خود، اگنس، در طبقه کارگر پسا صنعتی دوره تاچر در گلاسگو اسکاتلند بزرگ می‌شود.
جایزه بوکر ۲۰۲۰ به این رمان اهدا شد و پس از جیمز کلمن در سال ۱۹۹۴ میلادی، استوارت را به دومین برنده اسکاتلندی این جایزه تبدیل کرد. همچنین شوگی باین نامزد نهایی جایزه کتاب ملی برای کتاب داستانی شده‌است.